# Lee DuMonde
Lee DuMonde is een personage uit de soapserie Days of Our Lives. De rol werd van 1979 tot 1982 gespeeld door actrice Brenda Benet. Nadat Benet in 1982 zelfmoord had gepleegd, werd het personage abrupt uit de serie geschreven.

## Personagebeschrijving
Lee DuMonde kwam in 1979 naar Salem toen haar vriend Bryan Carmichael in Parijs overleden was en zijn fortuin naliet aan zijn halfbroer Doug Williams. Lee vond dat zij recht had op het geld. Doug dacht dat zijn grote liefde Julie hem niet meer wilde en daardoor besloot hij met Lee te trouwen op 5 november 1979.
In 1980 kwam Doug tot de constatatie dat zijn huwelijk met Lee een vergissing was en dat hij Julie terug wilde. Lee wilde dit niet en probeerde Julie te vermoorden door huurmoordenaar Brent Cavanaugh op haar af te sturen om haar neer te schieten. Ze werd neergeschoten, maar overleefde. Dan probeerde Lee een zelfmoord te veinzen door een overdosis pillen te nemen. Ze nam per ongeluk de verkeerde pillen en kreeg een beroerte waardoor ze verlamd werd. Haar zuster Renée kwam nu naar Salem om haar bij te staan. Ondanks het feit dat ze verlamd was lukte haar plannetje, Doug wilde Lee niet verlaten nu ze verlamd was. De verlamming was echter tijdelijk en Lee bleef spelen dat ze verlamd was om Doug bij haar te houden.
Brent Cavanaugh keerde terug naar Salem en had plastische chirurgie ondergaan en noemde zichzelf nu Brad. Hij wilde de klus afmaken en Julie vermoorden. Lee wilde dit echter niet meer en sloeg hem neer, maar werd dan zelf bewusteloos geslagen. Julie was verbaasd om te zien dat Lee toch niet verlamd was. Brad ging nu weer achter Julie aan, maar dan kwam Lee bij nam een pistool en schoot Brad dood. Lee werd in een instelling geplaatst en Doug scheidde van haar om met Julie te hertrouwen.
Nadat Lee weer op vrije voeten was probeerde ze het huwelijk van Doug en Julie te verhinderen, maar daar slaagde ze niet in. Lee slaagde er wel in om Dougs dochter Hope tegen Doug en Julie op te zetten waardoor Hope ervoor koos om bij haar grootouders Alice en Tom Horton ging wonen.
Lee begon nu afspraakjes te maken met Stuart Whyland. Nadat Renée veel tijd begon door te brengen met Tony DiMera waarschuwde Lee haar voor hem. Maar zij luisterde niet en verloofde zich met hem. Op een avond werd Renée aangevallen door de wurger van Salem en werd gered toen Lee binnenkwam waardoor de wurger op de vlucht sloeg. Renée vond het dagboek van Lee en begon er in te lezen en kwam tot de ontdekking dat Lee niet haar zuster, maar haar moeder was en dat haar vader Stefano DiMera was. Renée had du seen relatie met haar halfbroer. Ze was kwaad op Lee en kon het haar niet vergeven waardoor Lee Salem voorgoed verliet.